# ジャン・シュナイツホーファ
ジャン・マドレーヌ・シュナイツホーファ（Jean Madeleine Marie Schneitzhoeffer,1785年10月13日 - 1852年10月14日）はフランスの作曲家である。今日では、ロマンティック・バレエの代表作の一つ『ラ・シルフィード』（1832年）の作曲者として知られている。

## 来歴
シュナイツホーファは、トゥールーズで生まれた。
コンセルヴァトワールでシャルル・シモン・カテルに学び、1803年にピアノで2位を獲得し、ティンパニストとしてパリ・オペラ座に加入した。7年の後、彼はオペラ座の合唱の指導者となった。
彼はコンセルヴァトワールの合唱部門の教授となったが、1834年の『La Tempête』作曲後に健康を損ねてしまい、晩年は作曲活動を停止した。
なお、彼は1840年にレジオンドヌール勲章を授与され、1852年にパリで死去している。

## 主な作品
シュナイツホーファは、パリ・オペラ座のためにバレエ作品をいくつか作曲している。
- 『Proserpine』（P・ガルデル振付、1818年）
- 『Le Séducteur au village』（1818年）
- 『Zémire et Azor』（1824年）
- 『Mars et Vénus』（1826年）
- 『Le Sicilien』（1827年）
- 『Les Filets de Vulcain』（1826年）
- 『ラ・シルフィード』（1832年）
- 『La Tempête』（ジャン・コラーリ振付、1834年）